# KRC Genk

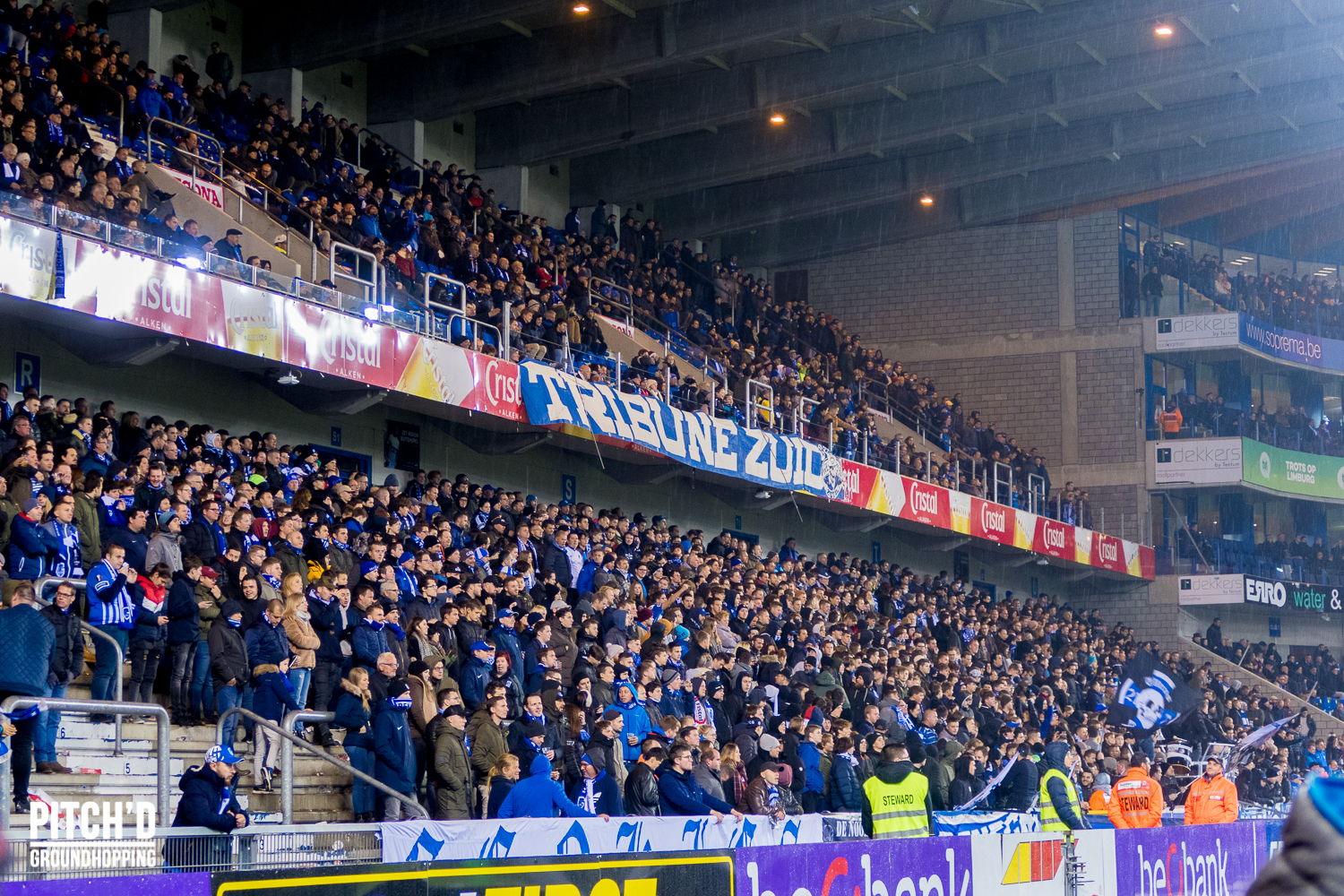
Racing Genk-supporters in de Cegeka Arena

Koninklijke Racing Club Genk (KRC Genk) is een Belgische voetbalclub uit Genk, die bij de KBVB aangesloten is met stamnummer 322, voordien het nummer van KFC Winterslag.  De club, met als clubkleuren blauw en wit, speelt zijn thuiswedstrijden in de Cegeka Arena te Waterschei. De club ontstond in 1988 uit de fusie van Thor Waterschei en KFC Winterslag.

## Stadion
Het stadion van KRC Genk is de Cegeka Arena in Waterschei, vernoemd naar de sponsor, IT-bedrijf Cegeka. Voorheen droeg het stadion de naam, Luminus Arena, Cristal Arena, Fenixstadion en het Thyl Gheyselinck stadion.
Het stadion werd op 28 augustus 1999 in bijzijn van 15.000 supporters officieel geopend. Het eerste seizoen in het nieuwe stadion was meteen een succes, elke wedstrijd was het stadion met 20.000 man tot de nok gevuld. Daarom besloot Genk de capaciteit op te trekken tot zo'n 22.989 plaatsen om aan de vraag te kunnen blijven voldoen. Samen met deze eerste uitbreiding werd er aan de achterkant van het stadion een tribune gebouwd voor het B-plein en ook werd er een gloednieuw jeugdcomplex gebouwd. Uiteindelijk kwam er nog een derde uitbreiding, deze hield in dat de oude staantribune vervangen werd door een nieuwe met daarboven op nog een zittribune. Zo werd het stadion volledig dicht en waren er ongeveer 25.000 plaatsen. Later daalde de capaciteit licht, voornamelijk door aanpassingen om veiligheidsredenen.
In de zomer van 2007 werd de hoofdtribune volledig verbouwd.

## Geschiedenis

### Beginjaren
KRC Genk ontstond uit de fusie in 1988 van KFC Winterslag (stamnummer 322) en Waterschei SV Thor (stamnummer 553), allebei Genkse clubs.

#### KFC Winterslag
KFC Winterslag was opgericht als FC Winterslag in 1923 met stamnummer 322. In 1957 kreeg de clubnaam de vermelding "Koninklijk", en werd het in 1958 KFC Winterslag. Deze club speelde in rood-zwart. De thuiswedstrijden werden afgewerkt aan de Noordlaan. De bijnaam van de spelers was de Vieze Mannen.
KFC Winterslag speelde negen seizoenen in de eerste klasse. In het seizoen 1981/82 speelde Winterslag in de UEFA Cup, en schakelde daarin Bryne FK uit Noorwegen en vervolgens het grote Engelse Arsenal FC uit, alvorens in de dichte mist zelf te worden gewipt door Dundee United uit Schotland.

#### Waterschei SV Thor
K. Waterschei SV Thor Genk werd opgericht in 1919, bij de KBVB aangesloten in 1925 met stamnummer 553. De club zou in zijn geschiedenis in totaal 15 jaar in Eerste Klasse doorbrengen, namelijk een periode rond 1960 en een periode in de jaren 80.
Thor stond officieel voor 'Tot Herstel Onzer Rechten', als aanklacht tegen de Franstalige overheersing van het mijnbestuur. De clubkleuren waren dan ook niet toevallig geel en zwart. De politieke slogan, die de voetbalbond liever niet zag, veranderde men later naar 'Tot Heil Onzer Ribbenkast'.
De club won de Beker van België in 1980 en 1982. In 1980/81 en 1982/83 speelde Waterschei dan ook de Europese Beker voor Bekerwinnaars, waar het in 1983 na een memorabele wedstrijd thuis tegen Paris Saint-Germain de halve finale bereikte, maar verloor tegen de latere winnaar Aberdeen. In 1986 degradeerde de ploeg opnieuw naar Tweede Klasse.

#### Fusie en de beginjaren
De nieuwe club werd opgericht als KRC Genk in 1988 met stamnummer 322. De club speelt sindsdien haar thuiswedstrijden in het Thyl Gheyselinck Stadion van en in Waterschei, vandaag de Cegeka Arena. De Noordlaan geraakte uiteindelijk in verval en werd platgelegd.
De fusie werd niet meteen een succesverhaal. Na amper één seizoen degradeerde de jonge club naar de tweede afdeling. Na haar tweede promotie in 1996 begon KRC Genk echter aan een indrukwekkende opmars. Onder Aimé Anthuenis won de club in 1998 voor het eerst de Beker van België en werd ze in 1999 voor het eerst landskampioen.

### 2000-2010

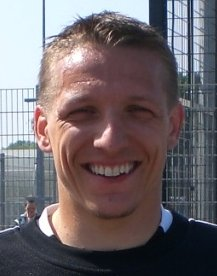
Wesley Sonck (de Belgische Gouden Schoen 2001) scoorde 81 keer in 118 wedstrijden in 3 seizoenen. Sonck werd met Racing Genk Landskampioen in 2002.

Rond 2000 behaalde de club haar beste resultaten. Zij won in 2000 voor de tweede keer de beker onder Johan Boskamp en werd ook voor de tweede keer landskampioen in 2002 onder Sef Vergoossen. Dit leverde in 2002/03 deelname aan de Champions League op, waarin Genk in een zware groep met Real Madrid, AS Roma en AEK Athene laatste werd met vier gelijke spelen en twee nederlagen.
Genk eindigde het seizoen 2004/05 op een gedeelde derde plaats met Standard Luik. Voor het eerst moest een beslissingsduel gespeeld worden om te bepalen wie derde zou worden en naar de UEFA Cup zou mogen. Genk haalde het van Standard, maar de Europese campagne zou een ontgoocheling worden: na twee wedstrijden werd Genk door het Bulgaarse Liteks Lovetsj uit het toernooi gezet. Trainer Hugo Broos kon de goede resultaten van zijn voorganger René Vandereycken niet doortrekken.
Eind seizoen 2005/06 ontstond ophef rond jong talent en publiekslieveling Steven Defour, die een transfer naar het Nederlandse Ajax zag mislopen. Hij beschuldigde het bestuur van Genk ervan een overdreven transfersom te hebben geëist en pleegde contractbreuk. Volgens Genk was deze onrechtmatig, maar het water tussen club en speler was nu wel erg diep geworden. Genk zag zich genoodzaakt Defour te verkopen aan aartsrivaal Standard. Defour werd vervolgens persona non grata bij de supporters van zijn ex-club, mede door enkele uitspraken aan het adres van de ploeg. De hele soap werd voorzitter Jos Vaessen te veel. Hij stapte op en liet zijn functie aan Harry Lemmens. Ook sterspeler Koen Daerden maakte voor een mooi transferbedrag de overstap naar Club Brugge. Ondanks deze onrust begon Genk goed aan het seizoen en bezette de club na enkele speeldagen de eerste plaats. De leidersplaats werd niet meer afgegeven in de heenronde en bijgevolg kroonde Genk zich voor het eerst in de clubgeschiedenis tot herfstkampioen. In de terugronde kwam Anderlecht echter langszij, en ook in de Beker van België werd Genk door Anderlecht uitgeschakeld. Op de voorlaatste speeldag verloor Genk na anderhalf jaar nog eens in eigen huis, met 0-2 van Charleroi en moest zo definitief de titel aan Anderlecht laten.
Het seizoen 2007/08 startte meteen slecht. Genk werd onverwacht al in de tweede voorronde van de Champions League uitgeschakeld door FK Sarajevo. In de competitie begon Genk goed maar verloor op KAA Gent met 5-0 op de derde competitiespeeldag. Ook de beker werd niet echt een succes en Genk werd al vroeg (1/8ste finales) uitgeschakeld door Standard. Later zou een 2 op 21 tot het ontslag van trainer Hugo Broos leiden. Genk en Broos zouden met onderling overleg uit elkaar gaan. Beloftetrainer Ronny Van Geneugden zou het tot het einde van het seizoen 2007/08 overnemen, maar bleef uiteindelijk tot in maart 2009 hoofdcoach van Genk, waarna Pierre Denier overnam en Genk naar zijn derde bekeroverwinning leidde.
Na twee mindere seizoenen werd besloten de club deels de herstructureren. Met Hein Vanhaezebrouck werd een nieuwe coach gehaald, Dirk Degraen werd algemeen directeur en Sef Vergoossen kwam tijdelijk als technisch directeur. Ook de scouting en het bestuur werden herschikt. De wijzigingen leidden echter niet tot succes en eind november 2009 werd Hein Vanhaezebrouck ontslagen. Hij werd opgevolgd door Frank Vercauteren. Onder Vercauteren verbeterde het spel van Racing Genk. De ploeg eindigde de reguliere competitie op de elfde plaats met 34 punten. Genk speelde hierdoor in Play-Off II, waar het zijn groep won. In de finale werd VC Westerlo verslagen, waardoor Genk mocht strijden om een ticket voor de Europa League tegen aartsrivaal Sint-Truiden VV. Genk won beide wedstrijden en mocht zo via deze achterpoort naar Europa.

### 2010-2015
Het seizoen 2010/11 begon met een 1-5-zege in en tegen FC Inter Turku in de voorronde van de Europa League. Ook thuis versloeg Racing Genk de Finse voetbalclub, waardoor Genk in de vierde ronde aan de slag moest tegen de Portugese topclub FC Porto; maar Genk verloor beide wedstrijden. Jelle Vossen kwam dit seizoen terug na een uitleenbeurt bij Cercle Brugge. Vossen scoorde viermaal in Europa en verloor in de reguliere competitie pas op de laatste speeldag de titel van topschutter aan Ivan Perisic. In de reguliere competitie kende Genk een sterke start. De ploeg verloor pas op de twaalfde speeldag in en tegen KV Kortrijk en kroonde zich op de 15de speeldag tot herfstkampioen. Op 30 januari 2010 maakte KRC Genk bekend dat de vernieuwde overeenkomst met coach Frank Vercauteren liep tot juni 2013. Hij kreeg naast de functie van hoofdcoach ook die van technisch directeur. KRC Genk begon Play-Off 1 als tweede, na RSC Anderlecht, en werd later leider. De laatste speeldag bepaalde wie kampioen werd: Genk behaalde dankzij een 1-1-gelijkspel zijn derde landstitel.
Het seizoen 2011/12 begon voor KRC Genk met het behalen de Belgische Supercup na een 1-0-overwinning tegen rivaal Standard Liège. Op 26 juli speelde KRC Genk zijn eerste Europese wedstrijd in de derde voorronde van de UEFA Champions League 2011/12. Na een 2-1-thuiszege tegen Partizan Belgrado en een 1-1-gelijkspel in Belgrado, stootte Genk door naar de play-off-ronde tegen Maccabi Haifa. Op 8 augustus 2011 lekte het nieuws uit dat trainer Frank Vercauteren Genk verliet voor Al-Jazira Club, een club uit Abu Dhabi in de Verenigde Arabische Emiraten. Na een 2-1-nederlaag in Israël tegen Maccabi Haifa (tevens de laatste match onder leiding van Frank Vercauteren) was de stand in de terugronde eveneens 2-1 na 90 minuten. Na verlengingen eindigde de strafschoppenreeks op 4-1 voor Racing Genk, dat zich zo voor de tweede keer in de clubgeschiedenis plaatste voor de groepsfase van de Champions League. KRC Genk werd in groep E geloot, samen met Chelsea FC, Valencia CF en Bayer 04 Leverkusen.
Op 30 augustus werd Mario Been voorgesteld als nieuwe hoofdcoach. Genk eindigde zijn eerste thuiswedstrijd in de Champions League, tegen Valencia, op 0-0. Alle uitwedstrijden werden verloren: tegen Leverkusen met 2-0 verlies, op Chelsea met 5-0 verloren en op Valencia zelfs met 7-0. Net als tegen Chelsea kon Genk tegen Leverkusen thuis een gelijkspel afdwingen. Beide wedstrijden eindigden op 1-1. Op de laatste speeldag van de reguliere nationale competitie kon Genk zich verzekeren van een plaats in Play-Off 1 na 3-1-winst tegen AA Gent. In de Play-Offs haalde Genk uiteindelijk wel de gewenste resultaten en het klom het op naar een derde plaats, waarmee het zich verzekerde van een Europees voetbal.
In het seizoen 2012/13 deed de club het goed. Vooral in de Europa League behaalde men goede resultaten. Dankzij een 0-1-zege in het Hongaarse Videoton FC kon  men zich plaatsen voor de tweede ronde van de Europa League. KRC Genk eindigde eerste in zijn groep na zes gespeelde wedstrijden en kon voor het eerst Europees overwinteren. Vossen werd Genks Europese topschutter aller tijden met 13 doelpunten. In de volgende ronde tegen het Duitse VfB Stuttgart speelden men eerst buitenshuis gelijk (1-1), maar een week later verloor Genk thuis met 0-2.  In de bekercompetitie schakelde KRC Genk  eerst Royale Union Saint-Gilloise uit en vervolgens ook Standard de Liège en Zulte-Waregem. In de halve finale verloor KRC Genk eerst met 1-0 op het veld van RSC Anderlecht en won het thuis met dezelfde cijfers. Na de verlengingen waren 20 strafschoppen nodig om een winnaar te kennen. Doelman László Köteles trapte de beslissende strafschop binnen, nadat Anderlecht doelman Silvio Proto zijn strafschop over trapte, en Genk won de strafschoppenreeks met 7-6. Op 9 mei 2013 won Genk de bekerfinale met 0-2 tegen Cercle Brugge.

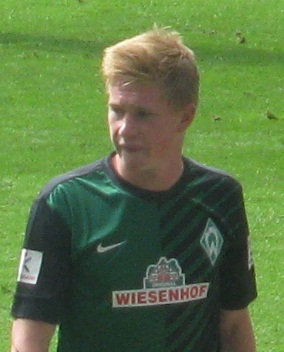
Kevin De Bruyne vertrok voor € 8 miljoen naar Chelsea FC. In het seizoen 2010-2011 speelde hij met KRC Genk kampioen, voor de club de derde landstitel in de geschiedenis.

Op vrijdag 28 juni 2013 raakte bekend dat Mario Been zijn contract, dat in juni 2014 afliep, met KRC Genk voor 2 jaar verlengde tot in juni 2016. Op 29 augustus 2013 plaatste Genk zich voor de poules van de Europa League na een 5-2-overwinning tegen FH Hafnarfjörður. De wedstrijd om de Belgische Supercup werd met 1-0 verloren van titelhouder Anderlecht. De competitie begon voortvarend; Genk bleef zeventien matchen ongeslagen. Daarna liep het minder en Genk won niet in zeven competitiematchen, met een 0-3 thuisnederlaag tegen Charleroi als dieptepunt voor de winterstop, waar Genk met een flink teleurstellend 6de plaats in ging. In Europa bleef Genk wél winnen. Het eindigde na onder meer twee zeges tegen Dynamo Kiev als eerste in de poule. Ook in de Beker van België drong Genk door tot de kwartfinale. Na de winterstop hoopte men op een ommekeer, maar die kwam niet. Coach Mario Been werd ontslagen na een 0-2-nederlaag tegen Waasland Beveren en opgevolgd door Emilio Ferrera. Onder hem ging het niet beter en met moeite haalde Genk Play-Off I, maar daar won Genk slechts twee keer. Genk sloot af als zesde.
In de voorbereiding op 2014/15 haalde Genk enkele nieuwe krachten, waaronder doelman Marco Bizot. De eerste competitiewedstrijd werd al meteen verloren op het veld van KV Mechelen met 3-1. Coach Emilio Ferrera werd na deze eerste speeldag ontslagen, vanwege de teleurstellende resultaten die onder zijn leiding niet zouden verbeteren. Op 22 augustus 2014 werd de Schot Alex McLeish aangesteld als nieuwe trainer. Enkele dagen later, op 25 augustus 2014, werd voormalig politicus Patrick Janssens aangesteld als algemeen directeur en volgde daarbij Dirk Degraen op.

### 2015-2020
Voor het seizoen 2015-2016 werd Peter Maes aangesteld als hoofdtrainer. Hij loodste de ploeg naar een vierde plaats in het eindklassement. De ploeg won over twee duels van Sporting Charleroi met als inzet een Europees ticket. 

In het seizoen 2016/17 behaalt de club in de competitie een achtste plaats. In de UEFA Europa League 2016/17  doet Racing Genk het bijzonder goed, ze spelen uiteindelijk de kwartfinale die ze verliezen van Celta de Vigo.
Sinds 27 december  2016 was Albert Stuivenberg de T1 van Racing Genk. Dit nadat Peter Maes ontslagen werd na een periode van tegenvallende resultaten.

Onder meer door de goede Europese resultaten speelde KRC Genk maar liefst 65 wedstrijden. Geen enkele Europese ploeg speelde dat seizoen meer wedstrijden. In het volgende seizoen werd Play-Off 1 niet behaald. De ploeg won Play-Off 2, maar verloor het barrageduel voor Europees voetbal tegen KV Oostende.
In het seizoen 2017-2018 werd Albert Stuivenberg in de kerstperiode ontslagen na tegenvallende resultaten. De ploeg stond op dat moment op de achtste plaats. Philippe Clement nam het roer over. De club verloor in maart nog de bekerfinale, maar met een vijfde plaats na de reguliere competitie werd wel Play-Off 1 behaald. Na tien speeldagen stonden ze vijfde, waardoor er een barrageduel volgde tegen de winnaar van Play-Off 2 Zulte-Waregem. Dankzij een 2-0 winst plaatste Genk zich voor de voorrondes van de Europa League.
Seizoen 2018-2019 begint vlot, Genk walst in de voorrondes van de Europa League over Fola Esch, Lech Poznan en Brøndby IF en maakte er 22 goals in 6 wedstrijden. Uiteindelijk wint Genk zijn groep na o.m. een 2-4 spektakelzege tegen het Turkse Besiktas JK. Ook de competitie gaat goed, zo wordt Genk ongeslagen herfstkampioen, al wordt in de terugronde meteen 1-2 verloren tegen Cercle Brugge. Ook na de reguliere competitie blijft Genk eerste in de competitie met 7 punten voorsprong op eerste achtervolger Club Brugge. Op 16 mei, één speeldag van het einde, 20 jaar na de eerste landstitel, won Genk zijn vierde titel op het veld van Anderlecht.
De titel in de Jupiler Pro League was de zesde prijs die Genk dat seizoen pakte. Het werd namelijk ook kampioen in de reservencompetitie én pakte de Beker Van België voor U21 en in de jeugdreeksen pakte het de titel bij de U18, de U16 én de U15.
2020-heden
KRC Genk heeft zich in in het seizoen 2020-2021 voor de 6e keer geplaatst voor de finale van de Beker van België waarin ze het voor de derde keer in de geschiedenis opnemen tegen Standard Luik. De finale werd gespeeld op 25 april 2021, naar aanleiding van de coronapandemie wel zonder supporters. Na 90 minuten won Genk met 1-2 na doelpunten van Junya Ito en Theo Bongonda voor Genk en Muleka voor Standard Luik. Genk won hierdoor zijn 5de beker. Na een geweldige reeks in de champion's play-offs met een 16/18 werd Genk uiteindelijk 2de met gelijke punten als Club Brugge.

## Sponsors
| Periode   | Kledingsponsor | Shirtsponsor     |
| --------- | -------------- | ---------------- |
| 1988-1994 | Diadora        | Kärcher          |
| 1994-1999 | Olympic        | Hago schoonmaak  |
| 1999-2004 | Kappa          | Nitto            |
| 2004-2006 | Kappa          | Euphony Carglass |
| 2006-2009 | Airness        | Euphony Carglass |
| 2009-2014 | Nike           | Euphony Carglass |
| 2014-     | Nike           | Beobank Carglass |

## Erelijst

### Nationaal
Belgisch landskampioen
winnaar (4): 1998/99, 2001/02, 2010/11, 2018/19
tweede (4): 1997/98, 2006/07, 2020/21, 2022/23
Beker van België
winnaar (5): 1997/98, 1999/2000, 2008/09, 2012/13, 2020/21
finalist (1): 2017/18
Belgische Supercup
winnaar (2): 2011, 2019
finalist (7): 1998, 1999, 2000, 2002, 2009, 2013, 2021
Trofee Jules Pappaert
winnaar (2): 1996, 2002

### Individuele trofeeën
Verschillende spelers behaalden een trofee toen ze voor de club speelden:
Topscorer (4)
1998 (Branko Strupar), 2002 en 2003 (Wesley Sonck), 2021 (Paul Onuachu)
Gouden Schoen (3)
1998 (Branko Strupar), 2001 (Wesley Sonck), 2021 (Paul Onuachu)
Ebbenhouten Schoen (4)
1999 (Souleymane Oulare), 2002 (Moumouni Dagano), 2019 (Aly Samatta), 2021 (Paul Onuachu), 2023 (Mike Trésor)
Profvoetballer van het Jaar (4)
1999 (Souleymane Oulare), 2002 (Wesley Sonck), 2021 (Paul Onuachu), 2023 (Mike Trésor)
Trainer van het jaar (5)
1999 (Aimé Antheunis), 2002 (Sef Vergoossen), 2007 (Hugo Broos), 2011 (Frank Vercauteren), 2019 (Philippe Clement)
Trofee Raymond Goethals (1)
2018 (Philippe Clement)
Doelman van het jaar (1)
2011 (Thibaut Courtois)
Jonge Profvoetballer van het Jaar (2)
2002 (Koen Daerden), 2016 (Leon Bailey)

## Resultaten
| Seizoen | Klasse | Klasse | Klasse | Klasse | Klasse | Klasse | Reeks                                                    | Punten                                                   | Opmerkingen | Beker    | Europa    |
|         | I      | I      | II     | III    | IV     | P.I    |                                                          |                                                          | |          |           |
| ------- | ------ | ------ | ------ | ------ | ------ | ------ | -------------------------------------------------------- | -------------------------------------------------------- | --- | -------- | --------- |
| 1988/89 | 18     | 18     |        |        |        |        | Eerste klasse                                            | 15                                                       | | 1/16     |           |
| 1989/90 |        |        | 4      |        |        |        | Tweede klasse                                            | 36                                                       | winnaar eindronde met 8 punten                                                                                  | 1/4      |           |
| 1990/91 | 14     | 14     |        |        |        |        | Eerste klasse                                            | 26                                                       | | 1/8      |           |
| 1991/92 | 16     | 16     |        |        |        |        | Eerste klasse                                            | 26                                                       | | 1/16     |           |
| 1992/93 | 15     | 15     |        |        |        |        | Eerste klasse                                            | 27                                                       | | 1/16     |           |
| 1993/94 | 18     | 18     |        |        |        |        | Eerste klasse                                            | 18                                                       | | 1/16     |           |
| 1994/95 |        |        | 3      |        |        |        | Tweede klasse                                            | 50                                                       | tweede in eindronde met 9 punten (evenveel als winnaar KRC Harelbeke)                                           | 1/16     |           |
| 1995/96 |        |        | 2      |        |        |        | Tweede klasse                                            | 73                                                       | rechtstreekse promotie door verdwijnen van eersteklasser RFC Seraing                                            | 1/8      |           |
| 1996/97 | 8      | 8      |        |        |        |        | Eerste klasse                                            | 48                                                       | | 1/16     |           |
| 1997/98 | 2      | 2      |        |        |        |        | Eerste klasse                                            | 66                                                       | Verlies in Supercup 1998                                                                                        | winst    | IC: P     |
| 1998/99 | 1      | 1      |        |        |        |        | Eerste klasse                                            | 73                                                       | Verlies in Supercup 1999                                                                                        | 1/2      | EC2: II   |
| 1999/00 | 8      | 8      |        |        |        |        | Eerste klasse                                            | 54                                                       | Verlies in Supercup 2000                                                                                        | winst    | CL: voor  |
| 2000/01 | 11     | 11     |        |        |        |        | Eerste klasse                                            | 42                                                       | | 1/2      | UC: II    |
| 2001/02 | 1      | 1      |        |        |        |        | Eerste klasse                                            | 72                                                       | Verlies in Supercup 2002                                                                                        | 1/4      |           |
| 2002/03 | 6      | 6      |        |        |        |        | Eerste klasse                                            | 55                                                       | | 1/8      | CL: P     |
| 2003/04 | 4      | 4      |        |        |        |        | Eerste klasse                                            | 59                                                       | | 1/16     |           |
| 2004/05 | 3      | 3      |        |        |        |        | Eerste klasse                                            | 70                                                       | 3e na beslissingswedstrijden tegen Standard de Liège                                                            | 1/4      | IC: 1/2   |
| 2005/06 | 5      | 5      |        |        |        |        | Eerste klasse                                            | 57                                                       | | 1/8      | UC: I     |
| 2006/07 | 2      | 2      |        |        |        |        | Eerste klasse                                            | 72                                                       | | 1/4      |           |
| 2007/08 | 10     | 10     |        |        |        |        | Eerste klasse                                            | 45                                                       | | 1/8      |           |
| 2008/09 | 8      | 8      |        |        |        |        | Eerste klasse                                            | 50                                                       | Verlies in Supercup 2009                                                                                        | winst    |           |
| 2009/10 | 11     | 11     |        |        |        |        | Eerste klasse                                            | 34                                                       | Genk veroverde als winnaar van play-off II het laatste Europese ticket                                          | 1/8      |           |
| 2010/11 | 1      | 1      |        |        |        |        | Eerste klasse                                            | 51                                                       | na de reguliere competitie stond Genk op de 2e plaats met 64 punten, Supercupwinnaar 2011                       | 1/8      |           |
| 2011/12 | 3      | 3      |        |        |        |        | Eerste klasse                                            | 46                                                       | na de reguliere competitie stond Genk op de 5e plaats met 46 punten                                             | 1/8      | CL: Groep |
| 2012/13 | 5      | 5      |        |        |        |        | Eerste klasse                                            | 40                                                       | na de reguliere competitie stond Genk op de 3e plaats met 55 punten, verlies in Supercup 2013                   | winst    | EL: 1/16  |
| 2013/14 | 6      | 6      |        |        |        |        | Eerste klasse                                            | 32                                                       | na de reguliere competitie stond Genk op de 6e plaats met 45 punten                                             | 1/4      | EL: 1/16  |
| 2014/15 | 7      | 7      |        |        |        |        | Eerste klasse                                            | 49                                                       | In play-off II A eindigde Genk op de 2e plaats                                                                  | 1/16     |           |
| 2015/16 | 4      | 4      |        |        |        |        | Eerste klasse                                            | 40                                                       | na de reguliere competitie stond Genk op de 5e plaats met 48 punten                                             | 1/2      |           |
|         | 1A     | 1B     | 1Am    | 2Am    | 3Am    | P.I    | Vanaf 2016-17 zijn er 3 nationale en 2 regionale niveaus | Vanaf 2016-17 zijn er 3 nationale en 2 regionale niveaus | Vanaf 2016-17 zijn er 3 nationale en 2 regionale niveaus                                                        | Beker    | Europa    |
| 2016/17 | 8      |        |        |        |        |        | Eerste klasse A                                          | 48                                                       | Zie KRC Genk in het seizoen 2016/17 voor het hoofdartikel over dit onderwerp.                                   | 1/2      | EL: 1/4   |
| 2017/18 | 5      |        |        |        |        |        | Eerste klasse A                                          | 38                                                       | Zie KRC Genk in het seizoen 2017/18 voor het hoofdartikel over dit onderwerp.                                   | finalist | -         |
| 2018/19 | 1      |        |        |        |        |        | Eerste klasse A                                          | 52                                                       | Zie KRC Genk in het seizoen 2018/19 voor het hoofdartikel over dit onderwerp.                                   | 1/4      | EL: 1/16  |
| 2019/20 | 7      |        |        |        |        |        | Eerste klasse A                                          | 44                                                       | competitie beëindigd na 29 speeldagen wegens de coronacrisis; toen stond KRC Genk op de 7e plaats met 44 punten | 1/8      | CL: Groep |
| 2020/21 | 2      |        |        |        |        |        | Eerste klasse A                                          | 44                                                       | Geplaatst voor 3de vooronde van de UEFA Champions League met evenveel punten als kampioen Club Brugge.          | winst    | -         |
| 2021/22 | 8      |        |        |        |        |        | Eerste klasse A                                          | 51                                                       | In de Europe play-offs eindigde Genk 2e met 37 punten.                                                          | 1/8      | EL:Groep  |
| 2022/23 | 2      |        |        |        |        |        | Eerste klasse A                                          | 46                                                       | Geplaatst voor 3de vooronde van de UEFA Champions League                                                        | 1/4      | -         |
| 2023/24 | 5      |        |        |        |        |        | Eerste klasse A                                          | 37                                                       | Verlies van AA Gent (0-1) voor Europees ticket in de Conference League.                                         | 1/8      | ECL:Groep |
| 2024/25 | 3      |        |        |        |        |        | Eerste klasse A                                          | 47                                                       | Na de reguliere competitie stond Genk eerste met 68 punten                                                      |          |           |
| 2025/26 |        |        |        |        |        |        | Eerste klasse A                                          |                                                          | |          |           |

### Resultaten in grafiek 1989-heden
| 18 |

| 4 |

| 14 |

| 16 |

| 15 |

| 18 |

| 3 |

| 2 |

| 8 |

| 2 |

| 1 |

| 8 |

| 11 |

| 1 |

| 6 |

| 4 |

| 3 |

| 5 |

| 2 |

| 10 |

| 8 |

| 11 |

| 1 |

| 3 |

| 5 |

| 6 |

| 7 |

| 4 |

| 8 |

| 5 |

| 1 |

| 7 |

| 2 |

| 6 |

| 2 |

| 5 |

| 3 |

| Eerste klasse | Tweede klasse | Eerste klasse A | Eerste klasse B | Derde klasse | Vierde klasse |

### Resultaten in de beker sinds 1988-1989
| 16 |

| 4 |

| 8 |

| 16 |

| 16 |

| 16 |

| 16 |

| 8 |

| 16 |

| W |

| 2 |

| W |

| 2 |

| 4 |

| 8 |

| 16 |

| 4 |

| 8 |

| 4 |

| 8 |

| W |

| 8 |

| 8 |

| 8 |

| W |

| 4 |

| 16 |

| 2 |

| 2 |

| F |

| 4 |

| 8 |

| W |

| 8 |

| 4 |

| 8 |

| 2 |

16 betekent 1/16 de finale, idem voor 8, 4 en 2
F betekent bekerfinalist, W betekent winnaar

### Bekerwedstrijden
- 1-0de 1/64 ste finale wordt vanaf een bepaald seizoen de 4de ronde genoemd
- de 1/32 ste finale wordt vanaf een bepaald seizoen de 5de ronde genoemd

| Seizoen | Ronde    | Club                       | Score              |
| ------- | -------- | -------------------------- | ------------------ |
| 1988-89 | 1/32     | Germinal Ekeren            | 5-3                |
|         | 1/16     | Zwarte Leeuw               | 1-3                |
| 1989-90 | 1/32     | Looi Sport                 | 5-0                |
|         | 1/16     | Stade Leuven               | 2-1                |
|         | 1/8      | KSV Waregem                | 0-1, 3-2           |
|         | 1/4      | KSC Lokeren                | 1-0, 0-1 (pen 4-5) |
| 1990-91 | 1/32     | AS Eupen                   | 3-1                |
|         | 1/16     | Germinal Ekeren            | 2-0                |
|         | 1/8      | RFC Luik                   | 1-3                |
| 1991-92 | 1/32     | SK Deinze                  | 3-0                |
|         | 1/16     | RWD Molenbeek              | 0-3                |
| 1992-93 | 1/16     | Boom FC                    | 0-2                |
| 1993-94 | 1/16     | KSC Lokeren                | 2-3                |
| 1994-95 | 1/64     | Sterrebeek                 | 8-0                |
|         | 1/32     | Racing Mechelen            | 3-1                |
|         | 1/16     | AA Gent                    | 2-2 (pen 4-5)      |
| 1995-96 | 1/64     | Eendracht Hekelgem         | 3-0                |
|         | 1/32     | Atlas Brussel              | 3-1                |
|         | 1/16     | FC Denderleeuw             | 2-1                |
|         | 1/8      | RSC Anderlecht             | 0-3 (n.v.)         |
| 1996-97 | 1/16     | KV Kortrijk                | 0-1                |
| 1997-98 | 1/16     | Rapid Lebbeke              | 2-1                |
|         | 1/8      | K. Lierse SK               | 3-1                |
|         | 1/4      | Sint-Truiden (STVV)        | 3-1                |
|         | 1/2      | Germinal Ekeren            | 2-2, 0-0           |
|         | Winst    | Club Brugge                | 4-0                |
| 1998-99 | 1/16     | Zultse VV                  | 6-2                |
|         | 1/8      | Excelsior Moeskroen        | 4-3                |
|         | 1/4      | Sint-Truiden (STVV)        | 1-0                |
|         | 1/2      | K. Lierse SK               | 2-4, 1-1           |
| 1999-00 | 1/16     | SK Tongeren                | 3-0                |
|         | 1/8      | SV Ingelmunster            | 8-1                |
|         | 1/4      | AA Gent                    | 3-0                |
|         | 1/2      | Sint-Truiden (STVV)        | 0-0, 0-1           |
|         | Winst    | Standard Luik              | 4-1                |
| 2000-01 | 1/16     | Excelsior Moeskroen        | 2-1                |
|         | 1/8      | Verbroedering Geel         | 4-0                |
|         | 1/4      | Cercle Brugge              | 4-4, 2-1           |
|         | 1/2      | SK Lommel                  | 1-2, 1-1           |
| 2001-02 | 1/16     | Standard Luik              | 3-2                |
|         | 1/8      | KVC Westerlo               | 2-1                |
|         | 1/4      | Excelsior Moeskroen        | 2-5                |
| 2002-03 | 1/16     | RE Virton                  | 3-1                |
|         | 1/8      | La Louvière                | 1-1 (pen 3-4)      |
| 2003-04 | 1/16     | K Heusden-Zolder SK        | 0-2                |
| 2004-05 | 1/16     | Kermt-Hasselt              | 5-0                |
|         | 1/8      | RSC Anderlecht             | 2-1                |
|         | 1/4      | Germinal Beerschot (GBA)   | 1-1, 1-3           |
| 2005-06 | 1/16     | FC Doornik                 | 2-1                |
|         | 1/8      | Sint-Truiden (STVV)        | 1-2                |
| 2006-07 | 1/16     | Verbroedering Geel         | 3-2                |
|         | 1/8      | Excelsior Moeskroen        | 1-0                |
|         | 1/4      | RSC Anderlecht             | 0-1, 0-6           |
| 2007-08 | 1/16     | Olympic Charleroi          | 4-2                |
|         | 1/8      | Standard Luik              | 0-2                |
| 2008-09 | 1/16     | RFC Sérésien               | 6-0                |
|         | 1/8      | KSC Lokeren                | 1-0                |
|         | 1/4      | AA Gent                    | 0-1, 2-0 (n.v.)    |
|         | 1/2      | K. Lierse SK               | 2-2, 4-1           |
|         | Winst    | KV Mechelen                | 2-0                |
| 2009-10 | 1/16     | Sint-Truiden (STVV)        | 1-0                |
|         | 1/8      | KSV Roeselare              | 1-2                |
| 2010-11 | 1/16     | KVV Coxyde (Koksijde)      | 3-0                |
|         | 1/8      | Standard Luik              | 1-2                |
| 2011-12 | 1/16     | SK Deinze                  | 6-2                |
|         | 1/8      | K. Lierse SK               | 0-2                |
| 2012-13 | 1/16     | Union Sint-Gillis          | 6-0                |
|         | 1/8      | Standard Luik              | 1-0                |
|         | 1/4      | SV Zulte Waregem           | 5-0, 0-1           |
|         | 1/2      | RSC Anderlecht             | 0-1, 1-0 (pen 7-6) |
|         | Winst    | Cercle Brugge              | 2-0                |
| 2013-14 | 1/16     | FC Tubeke                  | 3-1                |
|         | 1/8      | KV Mechelen                | 2-1                |
|         | 1/4      | KV Oostende                | 0-0, 0-1           |
| 2014-15 | 1/16     | KRC Mechelen               | 0-1                |
| 2015-16 | 1/16     | Dessel Sport               | 5-2                |
|         | 1/8      | Sporting Charleroi         | 1-1 (pen 5-4)      |
|         | 1/4      | Moeksroen-Péruwelz         | 2-1                |
|         | 1/2      | Standard Luik              | 0-2, 1-1           |
| 2016-17 | 1/16     | Eendracht Aalst            | 4-0                |
|         | 1/8      | Waasland-Beveren           | 3-1                |
|         | 1/4      | Sporting Charleroi         | 3-1                |
|         | 1/2      | KV Oostende                | 1-1, 0-1           |
| 2017/18 | 1/16     | Cercle Brugge              | 1-0                |
|         | 1/8      | KV Mechelen                | 1-1 (pen 5-4)      |
|         | 1/4      | Waasland-Beveren           | 3-3 (pen 4-2)      |
|         | 1/2      | KV Kortrijk                | 3-2, 0-1           |
|         | FINALIST | Standard Luik              | 0-1 nv             |
| 2018/19 | 1/16     | Lommel SK                  | 4-0                |
|         | 1/8      | Sporting Charleroi         | 1-3                |
|         | 1/4      | Union Sint-Gillis          | 2-2 (pen 4-3)      |
| 2019/20 | 1/16     | KSK Ronse                  | 3-0                |
|         | 1/8      | R Antwerp FC               | 3-3 (pen 3-4)      |
| 2020/21 | 1/16     | KVV Thes Sport Tessenderlo | 5-0 (forfait)      |
|         | 1/8      | Sint-Truidense VV          | 1-0                |
|         | 1/4      | KV Mechelen                | 4-1                |
|         | 1/2      | RSC Anderlecht             | 2-1                |
|         | Winst    | Standard Luik              | 2-1                |
| 2021/22 | 1/16     | Sint-Eloois-Winkel Sport   | 6-0                |
|         | 1/8      | Club Brugge                | 3-3 (pen 3-5)      |
| 2022/23 | 1/16     | KVC Westerlo               | 1-0                |
|         | 1/8      | RSC Anderlecht             | 2-0                |
|         | 1/4      | R Antwerp FC               | 0-3                |
| 2023-24 | 1/16     | URSL Visé                  | 4-0                |
|         | 1/8      | KV Oostende                | 1-3                |
| 2024-25 | 1/16     | SK Beveren                 | 2-0                |
|         | 1/8      | Standard Luik              | 1-0                |
|         | 1/4      | Sint-Truidense VV          | 4-0                |
|         | 1/2      | Club Brugge                | 1-2, 1-1           |

### Supercup
| Seizoen | Club           | Score     |
| ------- | -------------- | --------- |
| 1998    | Club Brugge    | 1-2       |
| 1999    | K. Lierse S.K. | 1-3       |
| 2000    | RSC Anderlecht | 1-3       |
| 2002    | Club Brugge    | 0-2       |
| 2009    | Standard Luik  | 0-2       |
| 2011    | Standard Luik  | 1-0 Winst |
| 2013    | RSC Anderlecht | 0-1       |
| 2019    | KV Mechelen    | 3-0 Winst |
| 2021    | Club Brugge    | 2-3       |

### Resultaten in Europese competities sinds 1997

#### Champions League
| 2Q |

| G |

| 2Q |

| G |

| G |

2Q = 2de kwalificatieronde, G = Groepsfase

#### Europe League / Uefa Cup
| 2R |

| 1R |

| 4Q |

| 4Q |

| 16 |

| 16 |

| 4 |

| 16 |

4Q = 4de kwalificatieronde, 1R (2R) = 1ste (2de) ronde, 16 = 1/16 de finale, 4 = 1/4 de finale
De huidige 4de kwalificatieronde van de Europe League komt ongeveer overeen met de 1ste ronde uit de Uefa Cup (2005/2006) aangezien het de 6de laatste ronde is die voor de finale komt. De huidige groepsfase van de Europe League komt in hetzelfde opzicht overeen met de 2de ronde uit de Uefa Cup (2000/2001).

#### Europa Cup II en Intertoto Cup
Links: Europa Cup II, rechts: Intertoto Cup
| \| 2R \| |
| 98 99    |
| 2R       |

2R = 2de ronde (1/8ste finale)
|
| G |

| H |

G = groepsfase, H = halve finale

### Overzicht Europese deelnames
KRC Genk speelt sinds 1997 in diverse Europese competities. Hieronder staan de competities en in welke seizoenen de club deelnam (voorrondes inbegrepen):
- Champions League (7x)

1999/00, 2002/03, 2007/08, 2011/12, 2019/20, 2021/22, 2023/24
- Europa League (9x)

2009/10, 2010/11, 2012/13, 2013/14, 2016/17, 2018/19, 2021/22, 2023/24, 2025/26
- Conference League (1x)

2023/24
- Europacup II (1x)

1998/99
- UEFA Cup (2x)

2000/01, 2005/06
- Intertoto Cup (2x)

1997, 2004

## Seizoen 2025/26

### Spelerskern
| Nr.           | Naam                   | Nationaliteit  | Geboortedatum |
| ------------- | ---------------------- | -------------- | ------------- |
| Keepers       |                        |                |               |
| 1             | Hendrik Van Crombrugge | België         | 30-04-1993    |
| 26            | Tobias Lawal           | Oostenrijk     | 18-01-2004    |
| 28            | Lucca Brughmans        | België         | 27-06-2008    |
| 71            | Brent Stevens          | België         | 11-08-2003    |
| Verdedigers   |                        |                |               |
| 3             | Mujaid Sadick          | Spanje         | 14-03-2000    |
| 6             | Matte Smets            | België         | 04-01-2004    |
| 18            | Joris Kayembe          | Congo-Kinshasa | 08-08-1994    |
| 19            | Yaimar Medina          | Ecuador        | 05-11-2004    |
| 22            | Brad Manguelle         | België         | 27-11-2007    |
| 27            | Ken Nkuba              | België         | 21-01-2002    |
| 34            | Adrián Palacios        | Venezuela      | 07-06-2004    |
| 44            | Josue Kongolo          | België         | 13-04-2006    |
| 77            | Zakaria El Ouahdi      | Marokko        | 31-12-2001    |
| Middenvelders |                        |                |               |
| 8             | Bryan Heynen           | België         | 06-02-1997    |
| 17            | Patrik Hrošovský       | Slowakije      | 22-04-1992    |
| 20            | Kos Karetsas           | Griekenland    | 19-11-2007    |
| 21            | Ibrahima Bangoura      | Guinee         | 05-01-2004    |
| 24            | Nikolas Sattlberger    | Oostenrijk     | 18-01-2004    |
| 38            | Daan Heymans           | België         | 15-06-1999    |
| Aanvallers    |                        |                |               |
| 7             | Jarne Steuckers        | België         | 04-02-2002    |
| 9             | Hyeon-gyu Oh           | Zuid-Korea     | 12-04-2001    |
| 10            | Junya Ito              | Japan          | 09-03-1993    |
| 11            | Luca Oyen              | België         | 14-03-2003    |
| 14            | Yira Sor               | Nigeria        | 24-07-2000    |
| 23            | Aaron Bibout           | Kameroen       | 03-09-2004    |
| 29            | Robin Mirisola         | België         | 08-12-2006    |
| 30            | Ayumu Yokoyama         | Japan          | 04-03-2003    |
| 32            | Noah Adedeji-Sternberg | België         | 19-06-2005    |
| 99            | Tolu Arokodare         | Nigeria        | 23-11-2000    |

- Aanvoerder

### Technische staf
| Functie         | Naam              | Nationaliteit |
| --------------- | ----------------- | ------------- |
| Hoofdcoach      | Thorsten Fink     | Duitsland     |
| Assistent-coach | Sebastian Hahn    | Duitsland     |
| Assistent-coach | Domenico Olivieri | België        |
| Assistent-coach | Michel Ribeiro    | België        |
| Physical coach  | Goran Kontic      | Kroatië       |
| Keeperstrainer  | Steven Frederix   | België        |
| Keeperstrainer  | Guy Martens       | België        |
| Videoanalist    | Peter Persoons    | België        |
| Videoanalist    | Jon Emmerling     | Duitsland     |
| Teammanager     | Jordi Caruso      | België        |

### Transfers 2025/26

#### Zomer
| Naam                   | Nationaliteit | Van/naar           | Type       |
| ---------------------- | ------------- | ------------------ | ---------- |
| Inkomend               |               |                    |            |
| Daan Heymans           | België        | Sporting Charleroi | Gekocht    |
| Ayumu Yokoyama         | Japan         | Birmingham City    | Gekocht    |
| Tobias Lawal           | Oostenrijk    | LASK               | Gekocht    |
| Aaron Bibout           | Kameroen      | Västerås SK        | Gekocht    |
| Junya Ito              | Japan         | Stade Reims        | Gekocht    |
| Uitgaand               |               |                    |            |
| Mike Penders           | België        | Chelsea FC         | Einde huur |
| Thomas Claes           | België        | Zulte Waregem      | Verkocht   |
| Christopher Bonsu Baah | Ghana         | Al Qadsiah         | Verkocht   |

## Bekende oud-spelers
De belangrijkste bekende ex-spelers van KRC Genk:
| Belgen - Logan Bailly - Christian Benteke - Yannick Carrasco - Timothy Castagne - Koen Casteels - Gert Claessens - Philippe Clement - Thibaut Courtois - Koen Daerden - Kevin De Bruyne - Igor de Camargo () - Wim De Decker - Pierre Denier - Benjamin De Ceulaer - Steven Defour - Tom De Mul - Zinho Gano - Ronny Gaspercic - Bart Goor - Patrick Goots - Faris Haroun - Marc Hendrikx - Stein Huysegems - Christian Kabasele - Anthony Limbombe - Jan Moons - Marvin Ogunjimi - Domenico Olivieri - Divock Origi - Bob Peeters - Jacky Peeters - Sébastien Pocognoli - Dennis Praet - Tom Soetaers - Wesley Sonck - Branko Strupar () - Bernd Thijs - Leandro Trossard - Anthony Vanden Borre - Kevin Vandenbergh - Wouter Vrancken | Nederlanders - Jean-Paul Boëtius - Orlando Engelaar - Theo Janssen - Marco Bizot Senegalezen - Kara Mbodj - Kalidou Koulibaly () Hongaren - László Köteles - Dániel Tőzsér Australiërs - Josip Skoko - Danny Vukovic Nigerianen - Wilfred Ndidi - Paul Onuachu - Kennedy Nwanganga - Kim Ojo Overige - Leon Bailey - Elyaniv Barda - Sander Berge - Mirsad Bešlija - Ivan Bošnjak - Carmel Busuttil - João Carlos - Moumouni Dagano - Thordur Gudjonsson - Besnik Hasi - Sergej Milinković-Savić - Anele Ngcongca - Mike Origi - Souleymane Oulare - Aly Samatta - Didier Zokora - Ruslan Malinovskyi |

## Transferrecords

### Top 10 duurste aankopen
|    | Naam speler            | Van club                    | Prijs (milj. EUR) | Jaar |
| -- | ---------------------- | --------------------------- | ----------------- | ---- |
| 1  | Theo Bongonda *        | Zulte Waregem               | 7,00              | 2019 |
| 2  | Mark McKenzie          | Philadelphia Union          | 6,62              | 2021 |
| 3  | Yira Sor               | Slavia Praag                | 6,50              | 2023 |
| 4  | Paul Onuachu           | FC Midtjylland              | 6,00              | 2019 |
| 4  | Matías Galarza         | Argentinos Juniors          | 6,00              | 2022 |
| 6  | Patrik Hrošovský       | Viktoria Plzeň              | 5,20              | 2019 |
| 6  | Christopher Bonsu Baah | Sarpsborg 08 FF             | 5,20              | 2023 |
| 8  | Tolu Arokodare         | Amiens SC                   | 5,00              | 2023 |
| 9  | Marcus Ingvartsen *    | FC Nordsjælland             | 4,95              | 2017 |
| 10 | Yaimar Medina          | CSD Independiente del Valle | 4,85              | 2025 |

- Bron: transfermarkt.nl

De spelers met een * achter hun naam vormden op het moment van hun transfer de duurste inkomende transfer van KRC Genk.

### Top 10 duurste verkopen
|    | Naam speler        | Naar club                 | Prijs (milj. EUR) | Jaar |
| -- | ------------------ | ------------------------- | ----------------- | ---- |
| 1  | Sander Berge *     | Sheffield United          | 25,0              | 2020 |
| 2  | Bilal El Khannouss | Leicester City            | 22,5              | 2024 |
| 3  | Mike Penders       | Chelsea FC                | 20,0              | 2024 |
| 4  | Paul Onuachu       | Southampton               | 18,0              | 2023 |
| 5  | Mike Trésor        | Burnley FC                | 18,0              | 2024 |
| 6  | Wilfred Ndidi      | Leicester City            | 17,6              | 2017 |
| 7  | Leon Bailey        | Bayer 04 Leverkusen       | 16,7              | 2017 |
| 8  | Leandro Trossard * | Brighton & Hove Albion FC | 15,56             | 2019 |
| 9  | Joakim Mæhle       | Atalanta Bergamo          | 13,7              | 2021 |
| 10 | Roeslan Malinovski | Atalanta Bergamo          | 13,6              | 2019 |

- Bron: transfermarkt.nl

De spelers met een * achter hun naam vormden op het moment van hun transfer de duurste uitgaande transfer van KRC Genk.

## Aanvoerders
- Domenico Olivieri (1997–2000)
- Wilfried Delbroek (2000–2001)
- Josip Skoko (2001–2003)
- Jan Moons (2003–2006)
- Thomas Chatelle (2006–2007)
- Hans Cornelis (2008–2009)
- João Carlos (2009–2010)
- David Hubert (2010-2011)
- Jelle Vossen (2011–2014)
- Thomas Buffel (2014–2018)
- Alejandro Pozuelo (2018–2019)
- Leandro Trossard (2019)
- Sebastien Dewaest (2019–2020)
- Danny Vukovic (2020-2021)
- Bryan Heynen (2021-heden)

## Eerste doelman
| Seizoen(en) | Eerste doelman     |         | Seizoen(en)    | Eerste doelman     |                                         | Seizoen(en) | Eerste doelman                                |  | Seizoen(en) | Eerste doelman      |
| ----------- | ------------------ | ------- | -------------- | ------------------ | --------------------------------------- | ----------- | --------------------------------------------- |  | ----------- | ------------------- |
| 1988/89     | Ronny Gaspercic    |         | 1999/00        | Istvan Brockhauser |                                         | 2010/11     | Thibaut Courtois¹                             |  | 2021/22     | Maarten Vandevoordt |
| 1989/90     | Ronny Gaspercic    | 2000/01 | Jan Moons      | 2011/12            | László Köteles Logan Bailly (on loan)   | 2022/23     |                                               |  |             | Maarten Vandevoordt |
| 1990/91     | Ronny Gaspercic    | 2001/02 | Jan Moons      | 2012/13            | László Köteles Kristof Van Hout         | 2023/24     |                                               |  |             | Maarten Vandevoordt |
| 1991/92     | Jacky Mathijssen   | 2002/03 | Jan Moons      | 2013/14            | László Köteles                          | 2024/25     | Hendrik Van Crombrugge Mike Penders (on loan) |  |             |                     |
| 1992/93     | Jacky Mathijssen   | 2003/04 | Jan Moons      | 2014/15            | László Köteles                          |             |                                               |  |             |                     |
| 1993/94     | Jacky Mathijssen   | 2004/05 | Jan Moons      | 2015/16            | Marco Bizot                             |             |                                               |  |             |                     |
| 1994/95     | Ronny Gaspercic    | 2005/06 | Jan Moons      | 2016/17            | Marco Bizot Mathew Ryan (on loan)       |             |                                               |  |             |                     |
| 1995/96     | Ronny Gaspercic    | 2006/07 | Logan Bailly   | 2017/18            | Danny Vukovic                           |             |                                               |  |             |                     |
| 1996/97     | Istvan Brockhauser | 2007/08 | Logan Bailly   | 2018/19            | Danny Vukovic                           |             |                                               |  |             |                     |
| 1997/98     | Istvan Brockhauser | 2008/09 | Logan Bailly   | 2019/20            | Gaëtan Coucke Thomas Didillon (on loan) |             |                                               |  |             |                     |
| 1998/99     | Istvan Brockhauser | 2009/10 | László Köteles | 2020/21            | Danny Vukovic Maarten Vandevoordt       |             |                                               |  |             |                     |

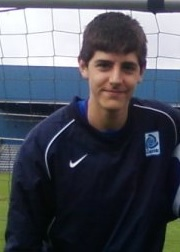
Thibaut Courtois vertrok voor € 9 miljoen naar Chelsea FC. Hij speelde kampioen bij KRC Genk in het seizoen 2010-2011, de derde landstitel in de clubgeschiedenis. Maar vertrok in de zomer van 2011 naar Chelsea FC.

- ¹ Thibaut Courtois werd in het seizoen 2010/11 eerste doelman nadat er problemen waren met de visumpapieren van László Köteles naar KRC Genk, waardoor László niet voor KRC Genk mocht spelen begin dat seizoen en een definitieve transfer lang nasleepte. Ook Koen Casteels (toen dat seizoen tweede doelman in de rangorde) was geblesseerd.

## Spelersrecords

### Meeste wedstrijden
| Plaats | Naam              | Periode             | Wedstrijden |
| ------ | ----------------- | ------------------- | ----------- |
| 1.     | Thomas Buffel     | 2009-2018           | 388         |
| 2.     | Bryan Heynen      | 2015-heden          | 337         |
| 3.     | Anele Ngcongca †  | 2007-2015           | 279         |
| 4.     | Jelle Vossen      | 2000-2015           | 248         |
| 5.     | Patrik Hrošovský  | 2019-heden          | 235         |
| 6.     | Mbwana Samatta    | 2016-2020 2022-2023 | 227         |
| 7.     | Jan Moons         | 2000-2006           | 224         |
| 8.     | Eric Matoukou     | 2002-2011           | 221         |
| 9.     | Elyaniv Barda     | 2007-2013           | 205         |
| 10.    | Wilfried Delbroek | 1995-2003           | 204         |

### Meeste doelpunten
| Plaats | Naam              | Periode             | Doelpunten |
| ------ | ----------------- | ------------------- | ---------- |
| 1.     | Branko Strupar    | 1994-2000           | 106        |
| 2.     | Jelle Vossen      | 2006-2015           | 105        |
| 3.     | Paul Onuachu      | 2019-2023           | 85         |
| 4.     | Mbwana Samatta    | 2016-2020 2022-2023 | 82         |
| 5.     | Wesley Sonck      | 2000-2003           | 80         |
| 6.     | Kevin Vandenbergh | 2002-2007           | 71         |
| 7.     | Elyaniv Barda     | 2007-2013           | 67         |
| 8.     | Thomas Buffel     | 2009-2018           | 59         |
| 9.     | Souleymane Oulare | 1996-1999           | 58         |
| 10.    | Carmel Busuttil   | 1988-1994           | 52         |

### Meeste Europese doelpunten
| Plaats | Naam              | Periode   | Doelpunten |
| ------ | ----------------- | --------- | ---------- |
| 1.     | Jelle Vossen      | 2006-2015 | 18         |
| 2.     | Mbwana Samatta    | 2016-2019 | 17         |
| 3.     | Souleymane Oulare | 1996-1999 | 13         |
| 4.     | Leandro Trossard  | 2010-2019 | 11         |
| 5.     | Salif Keita       | 1997-1998 | 6          |
| 6.     | Branko Strupar    | 1994-1999 | 5          |
| 7.     | Elyaniv Barda     | 2007-2013 | 5          |
| 8.     | Wesley Sonck      | 2000-2003 | 5          |
| 9.     | Koen Daerden      | 1999-2006 | 5          |
| 10.    | Leon Bailey       | 2015-2017 | 5          |

### Jongste debutanten
| Plaats | Naam                | Tegenstander      | Leeftijd                    |
| ------ | ------------------- | ----------------- | --------------------------- |
| 1.     | Anthony Limbombe    | KSC Lokeren       | 16 jaar 02 maanden 03 dagen |
| 2.     | Siebe Schrijvers    | Union Sint-Gillis | 16 jaar 02 maanden 08 dagen |
| 3.     | Kos Karetsas        | Cercle Brugge     | 16 jaar 05 maanden 15 dagen |
| 4.     | Pierre Dwomoh       | KV Kortrijk       | 16 jaar 05 maanden 28 dagen |
| 5.     | Steven Defour       | STVV              | 16 jaar 06 maanden 15 dagen |
| 6.     | Sébastien Pocognoli | KAA Gent          | 16 jaar 08 maanden 08 dagen |
| 7.     | Thibaut Courtois    | KAA Gent          | 16 jaar 11 maanden 06 dagen |
| 8.     | Jordan Remacle      | RAAL La Louvière  | 17 jaar 01 maand 06 dagen   |
| 9.     | Marco Ingrao        | Lierse SK         | 17 jaar 01 maand 06 dagen   |
| 10.    | Paolino Bertaccini  | KSC Lokeren       | 17 jaar 01 maand 30 dagen   |

### Jongste doelpuntenmakers
| Plaats | Naam              | Tegenstander     | Leeftijd                    |
| ------ | ----------------- | ---------------- | --------------------------- |
| 1.     | Kos Karetsas      | RSC Anderlecht   | 17 jaar 01 maanden 03 dagen |
| 2.     | Anthony Limbombe  | KMSK Deinze      | 17 jaar 02 maanden 06 dagen |
| 3.     | Siebe Schrijvers  | Lierse SK        | 17 jaar 03 maanden 01 dagen |
| 4.     | Steven Defour     | KSV Roeselare    | 17 jaar 06 maanden 21 dagen |
| 5.     | Jelle Vossen      | KSV Roeselare    | 17 jaar 11 maanden 02 dagen |
| 6.     | Benjamin Nygren   | KV Kortrijk      | 18 jaar 18 dagen            |
| 7.     | Leon Bailey       | KFC Dessel Sport | 18 jaar 01 maand 14 dagen   |
| 8.     | Jurgen Vandeurzen | Standard Luik    | 18 jaar 02 maanden 09 dagen |
| 9.     | Davy Oyen         | KSC Lokeren      | 18 jaar 03 maanden 20 dagen |
| 10.    | Enes Ünal         | KFC Dessel Sport | 18 jaar 04 maanden 13 dagen |

### Competitie topschutters per seizoen
| Seizoen | Speler             | Goals |  | Seizoen | Speler            | Goals |  | Seizoen | Speler           | Goals |
| ------- | ------------------ | ----- |  | ------- | ----------------- | ----- |  | ------- | ---------------- | ----- |
| 1988/89 | Mark Farrington    | 5     |  | 2001/02 | Wesley Sonck      | 30    |  | 2013/14 | Jelle Vossen     | 12    |
| 1989/90 | Carmel Busuttil    | 17    |  | 2002/03 | Wesley Sonck      | 27    |  | 2014/15 | Ilombe Mboyo     | 8     |
| 1990/91 | Frane Bucan        | 7     |  | 2003/04 | Cedric Roussel    | 14    |  | 2015/16 | Nikos Karelis    | 10    |
| 1991/92 | Carmel Busuttil    | 10    |  | 2004/05 | Kevin Vandenbergh | 17    |  | 2016/17 | Mbwana Samatta   | 11    |
| 1992/93 | Carmel Busuttil    | 11    |  | 2005/06 | Kevin Vandenbergh | 12    |  | 2017/18 | Leandro Trossard | 8     |
| 1993/94 | Patrick Goots      | 13    |  | 2006/07 | Kevin Vandenbergh | 11    |  | 2017/18 | Mbwana Samatta   | 8     |
| 1994/95 | Branko Strupar     | 32    |  | 2006/07 | Goran Ljubojević  | 11    |  | 2018/19 | Mbwana Samatta   | 23    |
| 1995/96 | Branko Strupar     | 18    |  | 2007/08 | Elyaniv Barda     | 16    |  | 2019/20 | Paul Onuachu     | 9     |
| 1996/97 | Bart Goor          | 18    |  | 2008/09 | João Carlos       | 7     |  | 2020/21 | Paul Onuachu     | 33    |
| 1997/98 | Branko Strupar     | 25    |  | 2009/10 | Marvin Ogunjimi   | 12    |  | 2021/22 | Paul Onuachu     | 19    |
| 1998/99 | Branko Strupar     | 28    |  | 2010/11 | Jelle Vossen      | 20    |  | 2022/23 | Joseph Paintsil  | 17    |
| 1999/00 | Thordur Gudjonsson | 18    |  | 2011/12 | Jelle Vossen      | 20    |  | 2023/24 | Tolu Arokodare   | 12    |
| 2000/01 | Wesley Sonck       | 17    |  | 2012/13 | Jelle Vossen      | 17    |  | 2024/25 | Tolu Arokodare   | 21    |

- Topschutters in de Jupiler Pro League

### Overall topschutters per seizoen
| Seizoen | Speler             | Goals |  | Seizoen | Speler            | Goals |  | Seizoen | Speler                      | Goals |  | Seizoen | Speler         | Goals |
| ------- | ------------------ | ----- |  | ------- | ----------------- | ----- |  | ------- | --------------------------- | ----- |  | ------- | -------------- | ----- |
| 1988/89 | Mark Farrington    | 5     |  | 2001/02 | Wesley Sonck      | 30    |  | 2011/12 | Jelle Vossen                | 27    |  | 2023/24 | Tolu Arokodare | 15    |
| 1989/90 | Carmel Busuttil    | 17    |  | 2002/03 | Wesley Sonck      | 27    |  | 2012/13 | Jelle Vossen                | 25    |  | 2024/25 | Tolu Arokodare | 23    |
| 1990/91 | Frane Bucan        | 7     |  | 2003/04 | Cedric Roussel    | 14    |  | 2013/14 | Jelle Vossen                | 19    |  |         |                |       |
| 1991/92 | Carmel Busuttil    | 10    |  | 2004/05 | Kevin Vandenbergh | 17    |  | 2014/15 | Ilombe Mboyo                | 8     |  |         |                |       |
| 1992/93 | Carmel Busuttil    | 11    |  | 2005/06 | Kevin Vandenbergh | 12    |  | 2015/16 | Nikos Karelis               | 18    |  |         |                |       |
| 1993/94 | Patrick Goots      | 13    |  | 2006/07 | Kevin Vandenbergh | 11    |  | 2016/17 | Mbwana Samatta              | 21    |  |         |                |       |
| 1994/95 | Branko Strupar     | 32    |  | 2006/07 | Goran Ljubojević  | 11    |  | 2017/18 | Leandro Trossard            | 8     |  |         |                |       |
| 1995/96 | Branko Strupar     | 18    |  | 2007/08 | Elyaniv Barda     | 17    |  | 2017/18 | Mbwana Samatta              | 8     |  |         |                |       |
| 1996/97 | Bart Goor          | 18    |  | 2008/09 | João Carlos       | 7     |  | 2018/19 | Mbwana Samatta              | 32    |  |         |                |       |
| 1997/98 | Branko Strupar     | 25    |  | 2008/09 | Adam Nemec        | 7     |  | 2019/20 | Mbwana Samatta Paul Onuachu | 10    |  |         |                |       |
| 1998/99 | Branko Strupar     | 28    |  | 2008/09 | Tom De Mul        | 7     |  | 2020/21 | Paul Onuachu                | 35    |  |         |                |       |
| 1999/00 | Thordur Gudjonsson | 18    |  | 2009/10 | Marvin Ogunjimi   | 13    |  | 2021/22 | Paul Onuachu                | 23    |  |         |                |       |
| 2000/01 | Wesley Sonck       | 17    |  | 2010/11 | Jelle Vossen      | 24    |  | 2022/23 | Joseph Paintsil             | 18    |  |         |                |       |

- Topschutters in de Jupiler Pro League, Beker van België, Champions League, Europa League samengeteld.

### OSV Gouden Schoen
| Jaar | Gouden schoen      | Zilveren schoen     | Bronzen schoen      |
| 2006 | Steven Defour      | niet bekend         | niet bekend         |
| 2007 | Logan Bailly       | Sébastien Pocognoli | Wim De Decker       |
| 2008 | Elyaniv Barda      | Balázs Tóth         | Igor Lolo           |
| 2009 | João Carlos        | niet bekend         | niet bekend         |
| 2010 | Thomas Buffel      | Kevin De Bruyne     | Anele Ngcongca      |
| 2011 | Thibaut Courtois   | Jelle Vossen        | Kevin De Bruyne     |
| 2012 | Jelle Vossen       | Kevin De Bruyne     | Thomas Buffel       |
| 2013 | Thomas Buffel      | Jelle Vossen        | Benjamin De Ceulaer |
| 2014 | Jelle Vossen       | Thomas Buffel       | László Köteles      |
| 2015 | Thomas Buffel      | László Köteles      | Timothy Castagne    |
| 2016 | Christian Kabasele | Thomas Buffel       | Leon Bailey         |
| 2017 | Alejandro Pozuelo  | Leandro Trossard    | Timothy Castagne    |
| 2018 | Danny Vukovic      | Joseph Aidoo        | Roeslan Malinovski  |
| 2019 | Roeslan Malinovski | Aly Samatta         | Sebastien Dewaest   |
| 2020 | niet uitgereikt    | niet uitgereikt     | niet uitgereikt     |
| 2022 | Junya Ito          | Patrik Hrošovský    | Paul Onuachu        |
| 2023 | Patrik Hrošovský   | Mike Trésor         | Joseph Paintsil     |
| 2024 | Bilal El Khannous  | Patrik Hrošovský    | Bryan Heynen        |
| 2025 | Bryan Heynen       | Tolu Arokodare      | Matte Smets         |

### Genkse selecties Rode Duivels
Alle Genkse spelers die een selectie hebben ontvangen voor de Rode Duivels. 
| Naam speler          | Datum selectie | Totaal caps | Totaal doelpunten |
| -------------------- | -------------- | ----------- | ----------------- |
| Davy Oyen            | 22-04-1998     | 3           | 0                 |
| Daniel Kimoni        | 03-02-1999     | 3           | 0                 |
| Wilfried Delbroek    | 03-02-1999     | 5           | 0                 |
| Branko Strupar       | 18-08-1999     | 17          | 5                 |
| Jan Moons            | 10-11-2001     | 0           | 0                 |
| Wesley Sonck         | 02-06-2001     | 55          | 24                |
| Bernd Thijs          | 02-06-2001     | 7           | 0                 |
| Koen Daerden         | 21-08-2002     | 9           | 3                 |
| Cédric Roussel       | 11-10-2003     | 3           | 0                 |
| Thomas Chatelle      | 8-02-2004      | 3           | 0                 |
| Kevin Vandenbergh    | 29-05-2004     | 13          | 3                 |
| Tom Soetaers         | 09-02-2005     | 8           | 1                 |
| Wim De Decker        | 11-05-2006     | 2           | 0                 |
| Steven Defour        | 11-05-2006     | 52          | 2                 |
| Logan Bailly         | 02-06-2007     | 8           | 0                 |
| Faris Haroun         | 06-06-2007     | 6           | 0                 |
| Jelle Vossen         | 29-05-2009     | 12          | 2                 |
| Thomas Buffel        | 10-10-2009     | 35          | 6                 |
| Kevin De Bruyne      | 19-05-2010     | 109         | 30                |
| Marvin Ogunjimi      | 08-10-2010     | 7           | 5                 |
| Anthony Vanden Borre | 25-03-2011     | 29          | 1                 |
| Thibaut Courtois     | 08-10-2011     | 103         | 0                 |
| David Hubert         | 10-08-2011     | 2           | 0                 |
| Christian Benteke    | 25-05-2012     | 45          | 18                |
| Christian Kabasele   | 01-06-2016     | 2           | 0                 |
| Leandro Trossard     | 07-09-2018     | 43          | 10                |
| Mike Trésor          | 06-06-2023     | 2           | 0                 |
| Matte Smets          | 04-10-2024     | 1           | 0                 |
| Bryan Heynen         | 14-03-2025     | 1           | 0                 |

## Voorzitters
- Jean-Paul Duyckaerts (1988-1990)
- Jan Vandermeulen (1990-1993)
- Robert Kumpen (1993-1995)
- Remi Fagard (1995-1998)
- Edgard Troonbeeckx (1998-2001)
- Jos Vaessen (2001-2006)
- Harry Lemmens (2006-2009)
- Herbert Houben (2009-2017)
- Peter Croonen (2018-)